# 十八羅漢

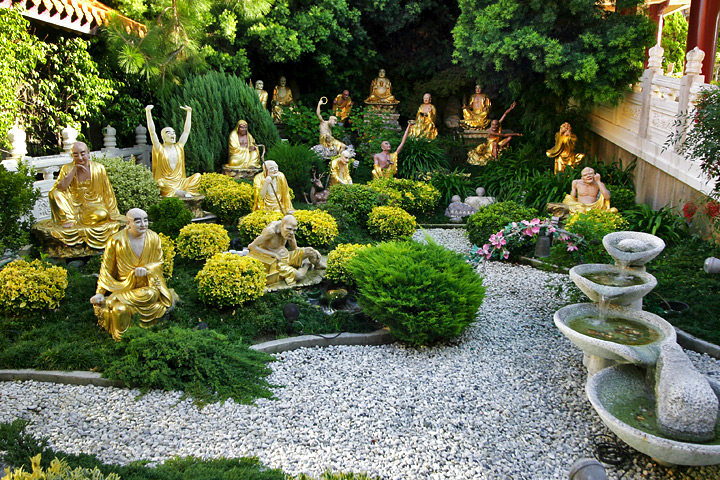
十八罗汉雕像，在加州西来寺花园。

十六羅漢（或稱十六阿羅漢、十六尊者）是釋迦牟尼佛的得道弟子。佛經只有列出十六羅漢，並無十八羅漢，但中國民間附加了兩位。首十六羅漢的名字早有佛經所載，但附加的兩位「罗汉」仍存不同說法。

## 沿革
十八羅漢是由十六羅漢演變而成。據師子國高僧慶友（難提蜜多羅，Nandimitra）《大阿羅漢難提蜜多羅所說法住記》所載，佛陀臨涅槃時，所囑咐到世間弘揚佛法、利益眾生的是十六羅漢。《法住記》也記載了十六羅漢的姓名。《入大乘論》、《釋迦氏譜》、《彌勒下生經》等均提出了類似的說法。至於演變為十八羅漢的原因來源很多，其中一說指古代中國人認為“9”為吉祥數字，到唐朝以後才在十六羅漢加了兩個尊者，湊成了十八羅漢。另一說推測，後人可能是將慶友尊者與玄奘也當作羅漢。流存至今的最後兩位羅漢，出現原因和身份說法很多，已難以考證。
十八羅漢最後兩位羅漢之釐訂，現時仍没有什麼經典的根據。一般推斷十八羅漢之出現時期，乃根據最早提及十八羅漢畫像的文獻《東坡文集》和相關畫像。據《東坡文集》描述，北宋蘇軾曾得一幅前蜀簡州金水張玄畫的“十八羅漢圖”，因而題了十八首贊《十八大阿羅漢頌 （页面存档备份，存于）》，但沒有列出十八羅漢的名字。第二次描述見於《東坡文集》續集十，蘇軾於清遠峽寶林寺見貫休畫的“十八阿羅漢圖”，再作詩題贊《自海南過清遠峽寶林寺敬贊禪月所畫十八大阿羅漢》且標出了羅漢名字。蘇軾所記的第十七和第十八羅漢，分別是慶友尊者和賓頭盧尊者（十六羅漢之一賓度羅跋囉墮闍的重複）。按蘇軾所見的繪畫作品推斷，畫家所處的唐末至五代十國時期，已出現了十八羅漢之說。
到宋代、元代後，十八羅漢之說已廣泛流行於中國民間，連中國古典神魔小說《西遊記》也出現「十八羅漢鬥悟空」的故事。不過，宋代志磐撰《佛祖統記》認為，賓頭盧尊者為重複充數，慶友尊者是《法住記》作者，故排除了兩者。《佛祖統記》指，以正當名份受佛陀囑咐的最後兩位羅漢應該是迦葉尊者和君徒般歎尊者。清朝的《秘殿珠林續编》中，乾隆題頌最後兩位羅漢降龍羅漢是迦葉尊者、伏虎羅漢是彌勒尊者，並由章嘉呼图克图所考定。
藏傳佛教主要是讲十六羅漢；但在一些地區也有十八羅漢的說法，相傳是從中土傳入的，最後兩位指的是達摩多羅（法增）居士和布袋和尚。

## 中國十八羅漢（內含四大聲聞－摩訶迦葉、賓頭盧、君徒般歎、羅睺羅）
中國的十八羅漢是由十六羅漢加上兩位羅漢，傳聞十八羅漢乃乾隆所欽定，但實際上明朝《西遊記》小說中已經出現十八羅漢。分別是：
1. 賓度羅跋囉墮闍（Pindola-bharadvaja）：賓頭盧（獅子吼第一、福田第一）。
2. 迦諾迦伐蹉（Kanaka-vatsa）
3. 迦諾迦跋釐墮闍（Kanaka-bharadvaja）
4. 蘇頻陀（Suvinda）
5. 諾矩羅（Nakula）
6. 跋陀羅（Bhadra）
7. 迦理迦（Karika）
8. 伐闍羅弗多羅（Vajra-putra）
9. 戍博迦（Svaka）
10. 半託迦（Panthaka）
11. 羅怙羅（Rahula）：羅睺羅（密行第一）。
12. 那伽犀那（Nagasena）
13. 因揭陀（Ingata）：布袋和尚爲彌勒菩薩化身。
14. 伐那婆斯（Vanavasin）
15. 阿氏多（Ajita）
16. 注荼半託迦（Cuda-panthaka）
17. 迦叶波尊者（Kasyapa 迦叶尊者）：摩訶迦葉（頭陀第一）。
18. 梅呾利耶尊者（Maitreya）：君徒般歎（取籌好運第一）。

另有一種說法（內含四大聲聞）：
| 羅漢名稱            | 代表尊者       | 圖片 | 說明 |
| ------------------- | -------------- | ---- | --- |
| 騎鹿羅漢            | 賓度羅跋囉墮闍 |      | 據說賓頭盧（獅子吼第一、福田第一）曾騎鹿去拘舍彌王宮說法。 |
| 喜慶羅漢            | 迦諾迦伐蹉     |      | 聽聞佛陀講道後，十分歡喜。 |
| 舉缽羅漢            | 迦諾迦跋釐墮闍 |      | 每次化緣時都是舉起鐵缽。 |
| 托塔羅漢            | 蘇頻陀         |      | 隨身攜帶裝有佛舍利的塔。 |
| 靜坐羅漢            | 諾矩羅         |      | 出家前為士兵，靜坐時依然顯出力士體魄。 |
| 過江羅漢            | 跋陀羅         |      | 傳說曾乘船去東印度群島傳教，過江似蜻蜓點水。一說為禪宗祖師菩提達摩。 |
| 騎象羅漢、 拂塵羅漢 | 迦理迦         |      | 出家前為馴象師，以清淨慈悲心，用拂塵袪除眾生煩惱。 |
| 笑獅羅漢            | 伐闍羅弗多羅   |      | 身邊帶有小獅。 |
| 開心羅漢            | 戍博迦         |      | 曾袒露其心，使人知佛在心中。 |
| 探手羅漢            | 半託迦         |      | 打坐完即雙手舉起。 |
| 沉思羅漢            | 羅怙羅         |      | 誦經勤奮又嚴守戒規。爲釋迦牟尼佛的兒子羅睺羅（密行第一）。 |
| 挖耳羅漢            | 那伽犀那       |      | 以論「耳根清淨」知名。 |
| 布袋羅漢            | 因揭陀         |      | 攜帶一個布袋。傳說布袋和尚爲彌勒菩薩化身。 |
| 芭蕉羅漢            | 伐那婆斯       |      | 常於芭蕉樹下用功。 |
| 長眉羅漢            | 阿氏多         |      | 傳說出生就有長眉。 |
| 看門羅漢            | 注荼半託迦     |      | 化緣時在人家門口搖動錫杖以求佈施。 |
| 降龍羅漢            | 迦叶波         |      | 傳說曾降服龍王取回佛經。蘇東坡認為第十七尊应是記述《大阿羅漢難提蜜多羅所說法住記》的獅子國慶友尊者（如上已有坐鹿羅漢：賓頭盧）慶友（難提蜜多羅，Nandimitra）。應為摩訶迦葉（頭陀第一）。 |
| 伏虎羅漢            | 梅呾利耶       |      | 身邊有降服的老虎。即彌勒菩薩（如上已有布袋羅漢）一說爲玄奘。應為君徒般歎（取籌好運第一）。                                                                                               |

### 引用
1. ↑  唐玄奘譯，收錄於《西土聖賢撰集》
2. ↑  入大乘論卷上：「有尊者賓頭盧，尊者羅喉羅，如是等十六人諸大聲聞，散在諸渚，於餘經中，亦說有九十九億大阿羅漢，皆於佛前取籌，護法住持於世界。」
3. ↑  「依入大乘論，佛以正法，付賓頭盧、羅喉羅等，十六大阿羅漢，令住持佛法，又有九十九億諸阿羅漢，親於佛前受籌，住壽護法不絕，諸大羅漢各有眷屬，在閻浮提及餘三方天上，為作福田護法住故。」
4. ↑  「彌勒佛，亦以三乘法，教我弟子，大迦葉者，當佐彌勒勸化，又君屠缽歎比丘、賓頭盧比丘、羅云比丘，四大聲聞，約不般涅槃，須佛法沒盡，然後乃般涅槃。」
5. ↑  庆友尊者[]。